# Noé Duchaufour-Lawrance
Noé Duchaufour-Lawrance (* 25. Juli 1974 in Mende, Département Lozère, Frankreich) ist ein französischer Innenarchitekt und Designer.

## Leben
Duchaufour-Lawrance, Sohn eines Bildhauers, studierte Metallbildhauerei an der École nationale supérieure des arts appliqués et des métiers d’art (ENSAAMA) in Paris und danach Möbeldesign an der École nationale supérieure des arts décoratifs, ebenfalls in Paris. 
Seit dem Jahr 2000 arbeitete Duchaufour-Lawrance in seinen Metiers und war 2002 der künstlerische Leiter des preisgekrönten Ausbaus des Restaurants sketch in Mayfair in London. 2003 gründete er das Kreativstudio Neonata. Es folgten weitere Erfolge als Innenarchitekt, zuletzt 2012 bei dem Restaurant des Pariser Tour Montparnasse, dem Le ciel de Paris. Des Weiteren entwarf er Möbel für Firmen wie Bernhardt Design in New York City, für Cinna in Frankreich und Zanotta in Italien. Weitere bekannte Entwürfe machte er für einen Parfumflacon von Paco Rabanne und für Leuchter der Firma Baccarat.

## Arbeiten
2002
- Business-Class-Lobbies für Air France
- Haus Sénéquier in Saint-Tropez
- Maya Bar in Monaco
- Restaurant sketch in Mayfair, London

2005
- Umbau des Jugendstil-Restaurants Lucas Carton von Alain Senderens, Paris[1]

2009
- Flacon für das Parfüm One Million von Paco Rabanne

2010
- Sitzmöbel für Cinna und für Bernhardt Design
- Kristallleuchter Luminère Rémanence für Baccarat
- Sessel Derby für Zanotta
- Corporate Identity für die Inneneinrichtung der Läden der Firma Yves Saint Laurent
- Kaufhaus BSL in Paris

2012
- Le ciel de Paris, Restaurant im Tour Montparnasse, Paris
- Japanisches Restaurant Megu in Gstaad, Schweiz

2013
- Tisch für Ligne Roset.[2]
- Speisezimmer für die Firma Château d’Yquem im Pariser Hotel Le Meurice.

## Auszeichnungen und Ehrungen
- 2012: GQ Men of the Year 2012: Best Designer